# Perros de paja (película)
Perros de paja (en inglés, Straw Dogs) es una película estadounidense-británica de suspenso y drama de 1971, dirigida por Sam Peckinpah y protagonizada por Dustin Hoffman y Susan George.
La película es conocida por sus violentas escenas y una larga escena de violación, que fueron censuradas en Estados Unidos y Reino Unido. Estrenada el mismo año que La naranja mecánica, The French Connection y Harry el Sucio, la película desató una acalorada controversia por un aumento percibido de la violencia en las películas en general.

## Sinopsis
David Sumner, un profesor estadounidense, y su esposa Amy se trasladan a la villa natal de ella en medio de la campiña inglesa, en el pueblo de Wakely, en Cornualles, buscando huir de la violencia inherente a su país de origen. Pero sus vecinos, aparentemente pacíficos, comienzan a tener comportamientos extremadamente violentos hacia ellos, desatando una impresionante venganza por parte de Sumner.

## Análisis
Cuando a mediados de la década de 1960 empieza a cuestionarse si determinadas películas hacían alarde de una violencia gratuita, la figura de Peckinpah rompe los moldes con obras en las que la violencia aparece en primer plano y muestra su cara menos amable. Perros de paja es una de las películas más características de esta época.
Peckinpah presenta la violencia de una manera muy cruda. No necesita la sangre (aunque la utiliza mucho) para hacer sentir esa violencia extrema. En Perros de paja, el personaje de Dustin Hoffman siente esta desazón, ya que se encuentra solo en un entorno hostil, en el que incluso su propia esposa representa una amenaza a su integridad.

## Reparto
| Actor          | Personaje        |
| -------------- | ---------------- |
| Dustin Hoffman | David Sumner     |
| Susan George   | Amy Sumner       |
| Peter Vaughan  | Tom Hedden       |
| T. P. McKenna  | Mayor John Scott |
| Del Henney     | Charlie Venner   |
| Jim Norton     | Chris Cawsey     |
| Donald Webster | Phil Riddaway    |
| Ken Hutchison  | Norman Scutt     |
| Len Jones      | Bobby Hedden     |
| David Warner   | Henry Niles      |

## Nueva versión
Existe una nueva versión de esta película, rodada en 2011, con el título Straw Dogs. con James Marsden entre otros.